# グスタフ・ヴェンツェル
グスタフ・ヴェンツェル（Gustav Wentzel、1859年10月7日 - 1927年2月10日）はノルウェーの画家である。ノルウェーの風景や人々の生活の場面を描いた。

## 略歴
クリスチャニア（現在のオスロ）に、1750年にボヘミアから移住してきたガラス職人を先祖に持つ家に生まれた。ノルウェー国立工芸芸術アカデミー（Statenshåndverks-ogkunstindustriskole）を卒業し、1879年から1881年の間はクリスチャニアの私立の美術学校でクヌート・ベルクスリーエン(Knud Bergslien)に学び 、写生旅行をするようになった。1879年にはクリスチャニアの大手書店の展覧会に初めて出展した。
1883年に短期間、パリの私立の美術学校、アカデミー・ジュリアンに留学し、ウィリアム・アドルフ・ブグローに学び、翌年もパリで修業した。1888年にもパリで修業し、この時は、アカデミー・コラロッシで1年ほど学び、レオン・ボナやアルフレッド・ロルの指導を受けた。1889年にパリでノルウェーの新聞の特派員の娘で、アカデミー・コラロッシで学んでいたキティー(Kitty Wentzel:旧姓Bætzmann, 1868–1961)と結婚した。
1889年の帰国後、クリスチャニアの郊外やアスケーに住んだ。作家、芸術家のフルダ・ガルボルグ、アルネ・ガルボルグの友人になった 。絵の売り上げが悪くなりキティは1908年に子供を連れてアメリカに渡り作家として働いた。ヴェンツェルはハリエット・バッケルがクリスチャニアに開いた美術学校で教師として働いた。ハリエット・バッケルの支援を受けて奨学金を得てミュンヘンに旅し、1913年に帰国した。
1927年に病を得てリレハンメルの病院で死亡した。1955年にキティーによって伝記が出版された。

## 作品

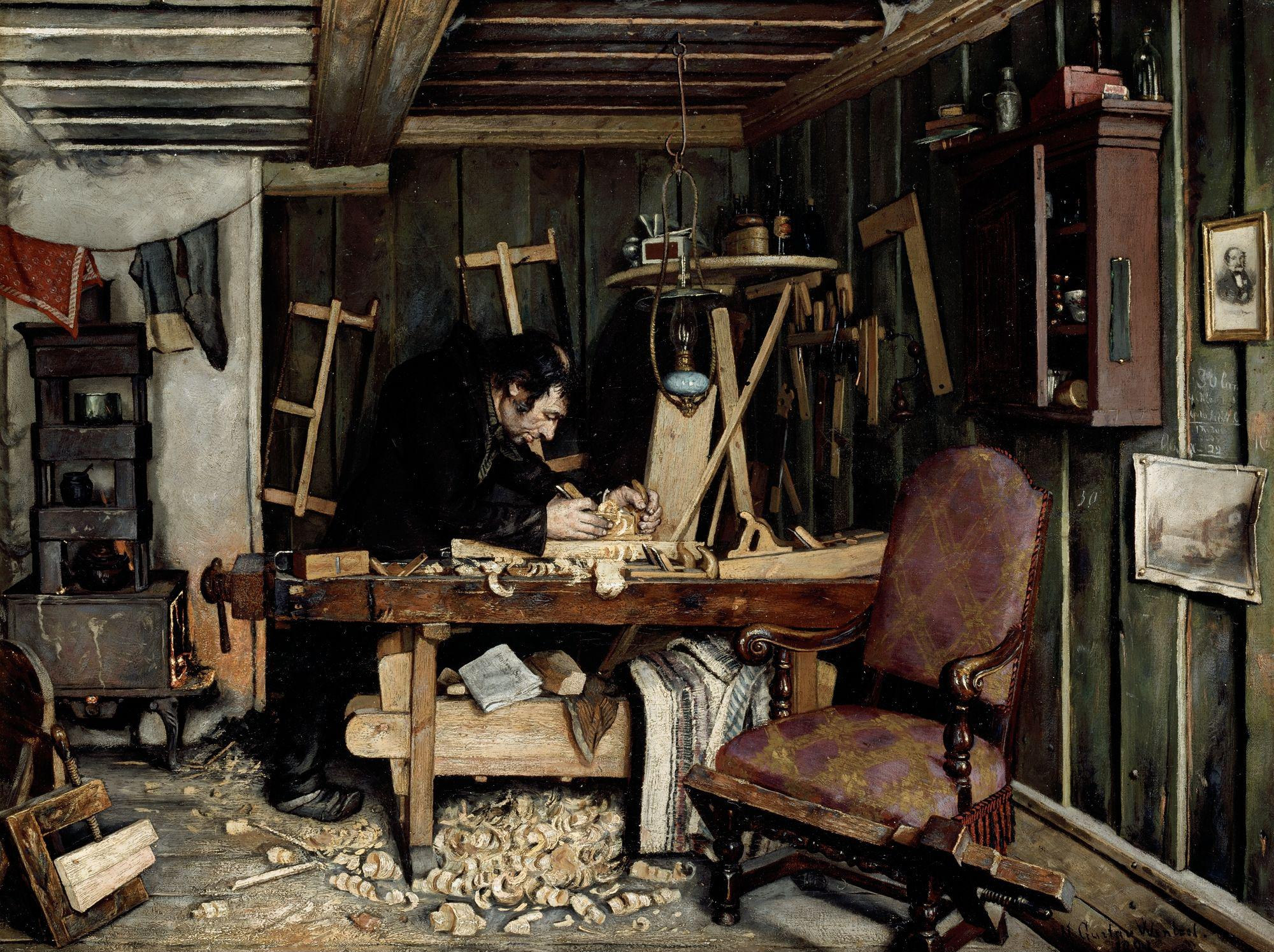
大工の作業場 (1881)
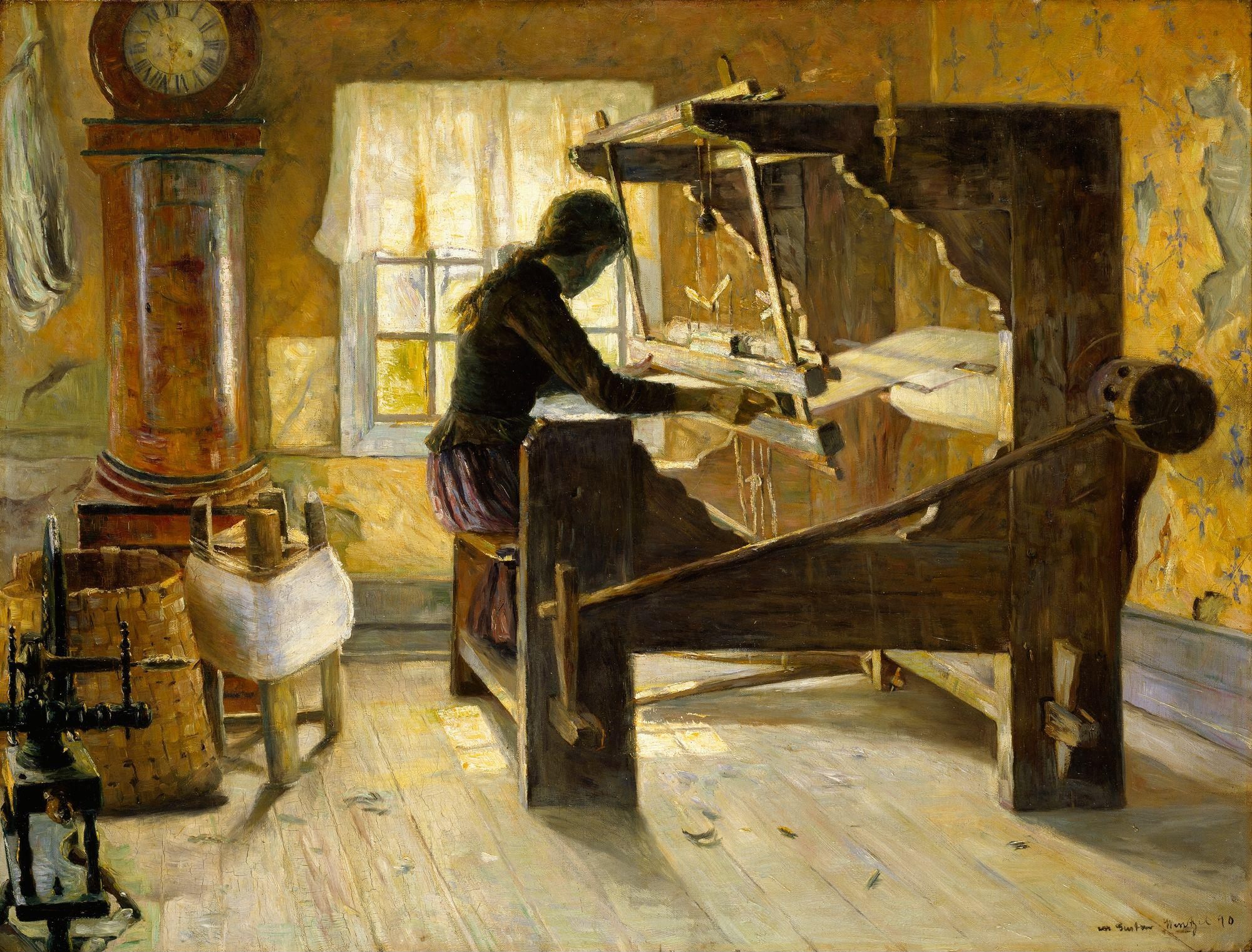
機織り (1890)
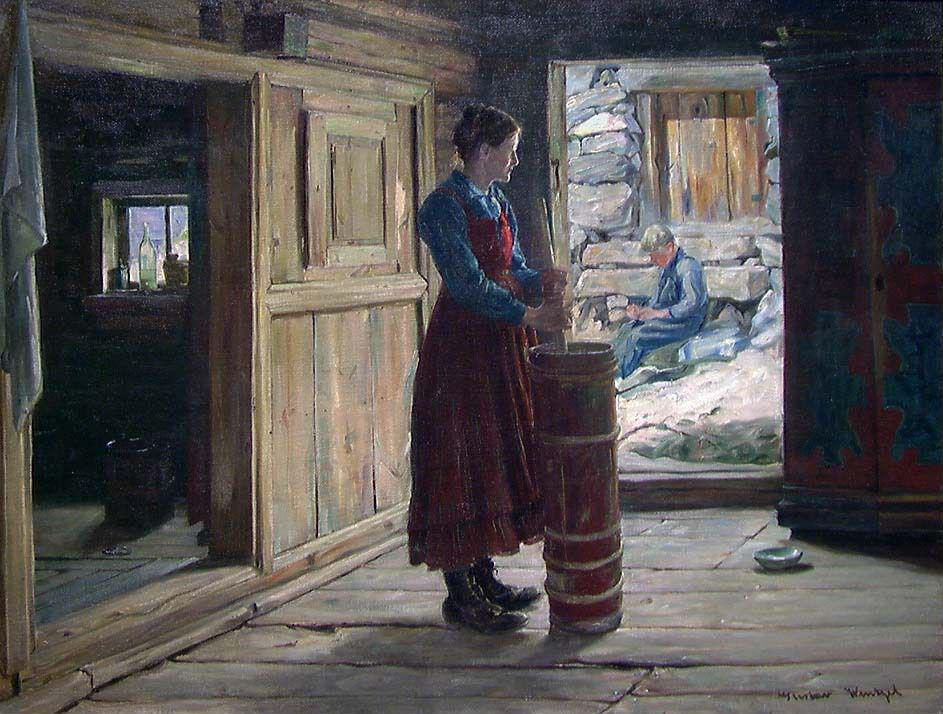
バターを作る女性 (1920)
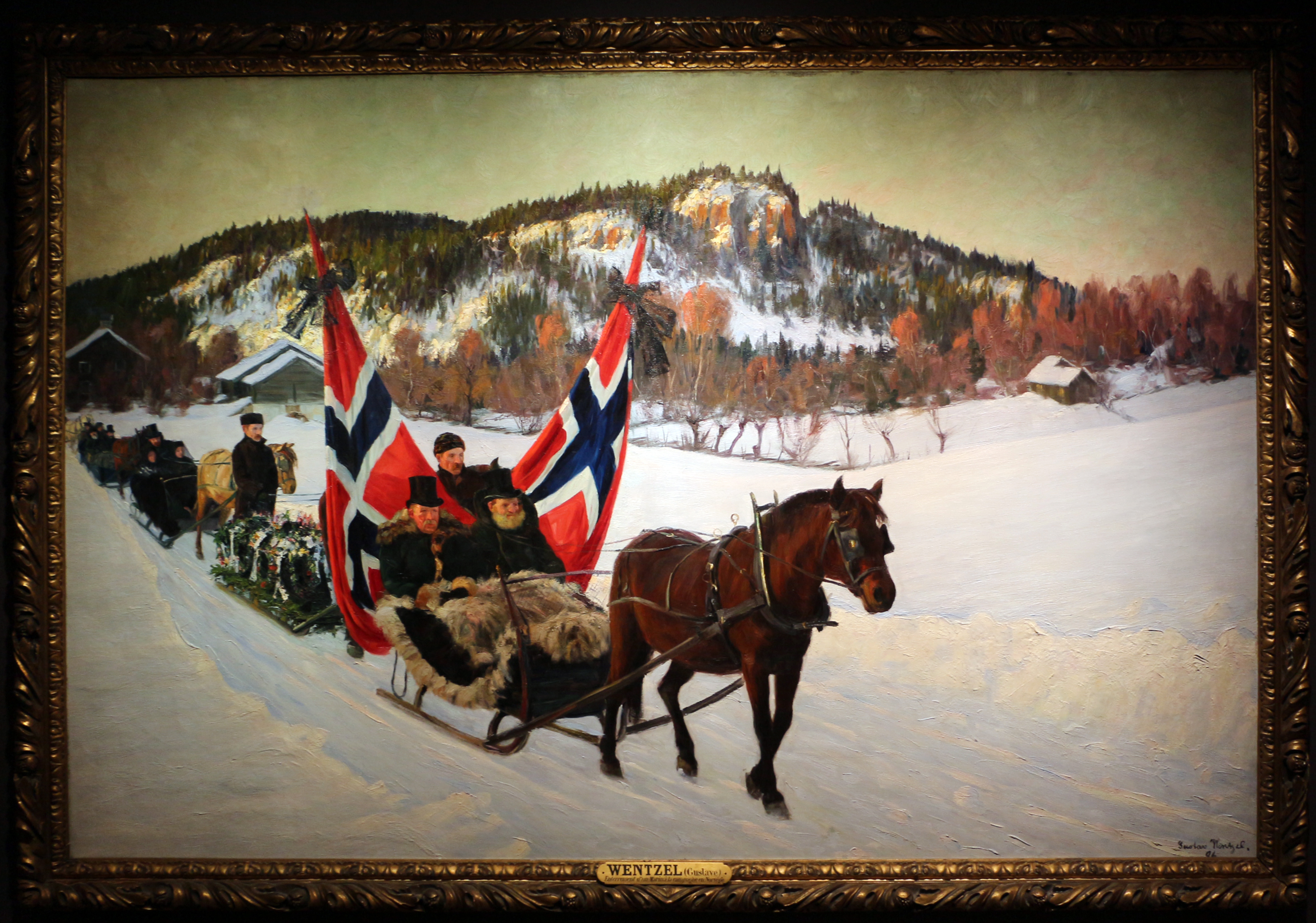
ノルウェーの水兵の葬列(1896)
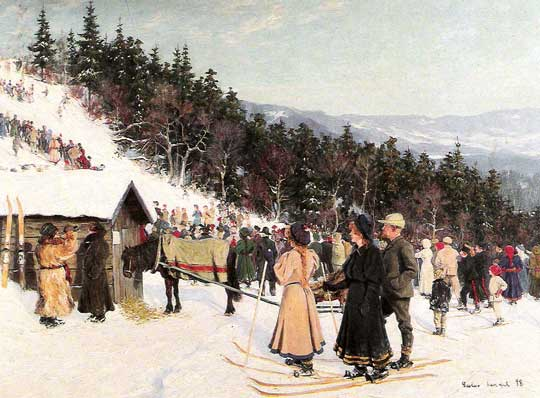
スキー場
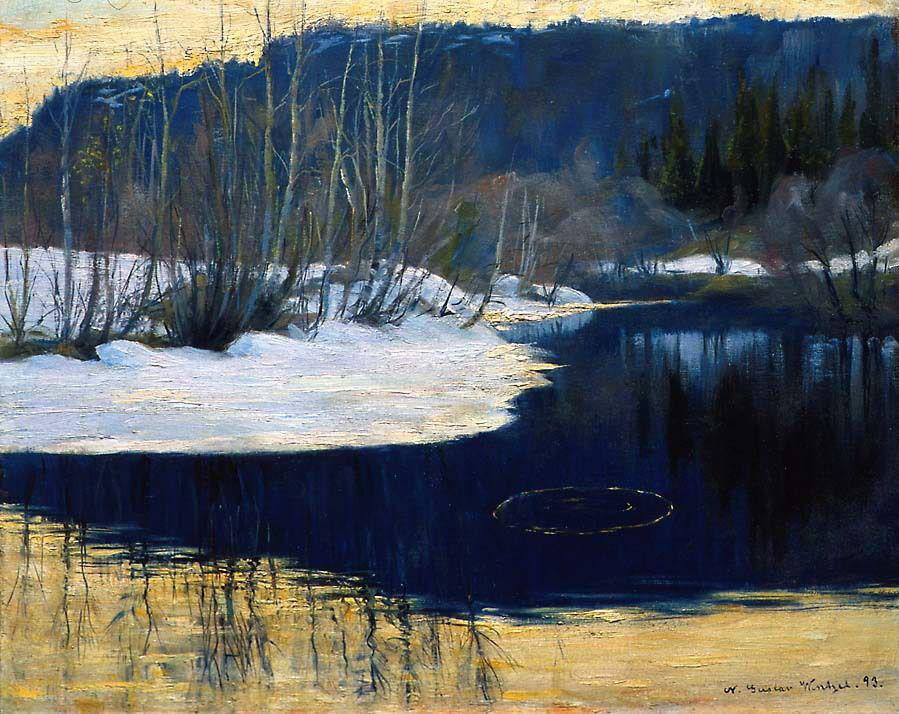
4月の朝

## 関連図書
- Kitty Wentzel. Gustav Wentzel. Gyldendal, 1956. Foreword by Leif Østby. Ny utgave: Lom 2009 ISBN 978-82-303-1251-3
- Kitty Wentzel. Fra mitt livs karusell. Cappelen, 1960. Ny utgave: Lom 2010 ISBN 978-82-998379-0-3
- Leif Østby. "Gustav Wentzel". I: Norsk kunstnerleksikon, Vol.4. Universitetsforlaget, 1986. ISBN 82-00-18323-8